# Edslan
Edslan är en å i Sollefteå kommun, västra Ångermanland, högerbiflöde till Faxälven. Edslan rinner upp öster om Hälsjöberget (479 m ö.h.) nära jämtlandsgränsen och kallas först Björkån, vilket givit namn åt byn Björkå. Ån rinner då rakt norrut, men efter en liten sjö gör den en 120-gradig sväng, byter namn till Edslan och strömmar sedan åt sydost förbi Eldsjö mot Faxälven. Edslan mynnar vid Strandmon, strax söder om Edsele.